# Jaroslavice
Obec Jaroslavice (německy Joslowitz, místním nářečím Józl) se nachází v okrese Znojmo v Jihomoravském kraji, při Dyjsko-mlýnském náhonu zhruba 18 km jihovýchodně od Znojma 2 km od hranice s Rakouskem. Žije zde přibližně 1 200 obyvatel. Dominantou obce je zámek nad městečkem s výraznou arkádovou terasou. Severně od obce leží Jaroslavický či Zámecký rybník (255 ha, obnoven r. 1948). V západní části obce za hřbitovem a u silnice do Slupi je několik ulic vinných sklepů. Středisko Jaroslavice podniku Rybníkářství Pohořelice, závod Znovínu Znojmo, zemědělské podniky.

## Historie
První písemná zmínka o obci Jaroslavice pochází z roku 1249. Roku 1516 povýšeny na městečko (Markt). Po zrušení vrchnostenské správy od roku 1850 sídlem soudního okresu a berního úřadu (nejprve na zámku, od r. 1889 i s pozemkovým úřadem v novorenesančním radničním komplexu na náměstí). Nová škola na náměstí postavena r. 1898, elektrárna r. 1913.
V letech 1938–1945 byly etnicky převážně německé Joslowitz připojeny k nacistické Třetí říši jako součást župy Dolní Podunají. Po druhé světové válce byli původní obyvatelé města vysídleni.
V letech 1949 až 1951 byl v místním zámku zřízen tábor nucených prací. Kapacita TNP Jaroslavice se pohybovala mezi 300 - 350 chovanek. 

## Pamětihodnosti
- Zámek Jaroslavice – původně renesanční, později barokně a klasicistně přestavěný (Domenico Martinelli; v letech 1730–1736 Josef Emanuel Fischer z Erlachu), na místě hradu z 13. století založeného znojemským kastelánem Bočkem, předkem pánů z Kunštátu.[7] V okolí zámku je krajinářský park.[8] V kapli stropní freska od Franze Antona Maulpertsche. Odborníci zámek považují za jednu z nejhodnotnějších ohrožených památek.[9] Zámek má nejrozsáhlejší renesanční arkádové nádvoří v českých zemích, nad městečkem vyhlídková arkádová terasa na masivních cihlových pilířích. Majitelem zámku je rakouský lékař Sigurd Hochfellner, rekonstrukci brání žaloba o vrácení zámku, kterou podala dcera posledního majitele, hraběte Augustina von Spee, čtyřiaosmdesátiletá Felicitas Spee.[10]
- Kostel svatého Jiljí spojený krytým schodištěm se zámkem, z let 1788–1791.
- Vodní mlýn č.p. 5
- Pranýř, u kina
- Boží muka
- Sloup se sochou Panny Marie na náměstí z 18. století
- Socha svatého Antonína Paduánského
- Socha svatého Donáta
- Sousoší Piety

## Galerie

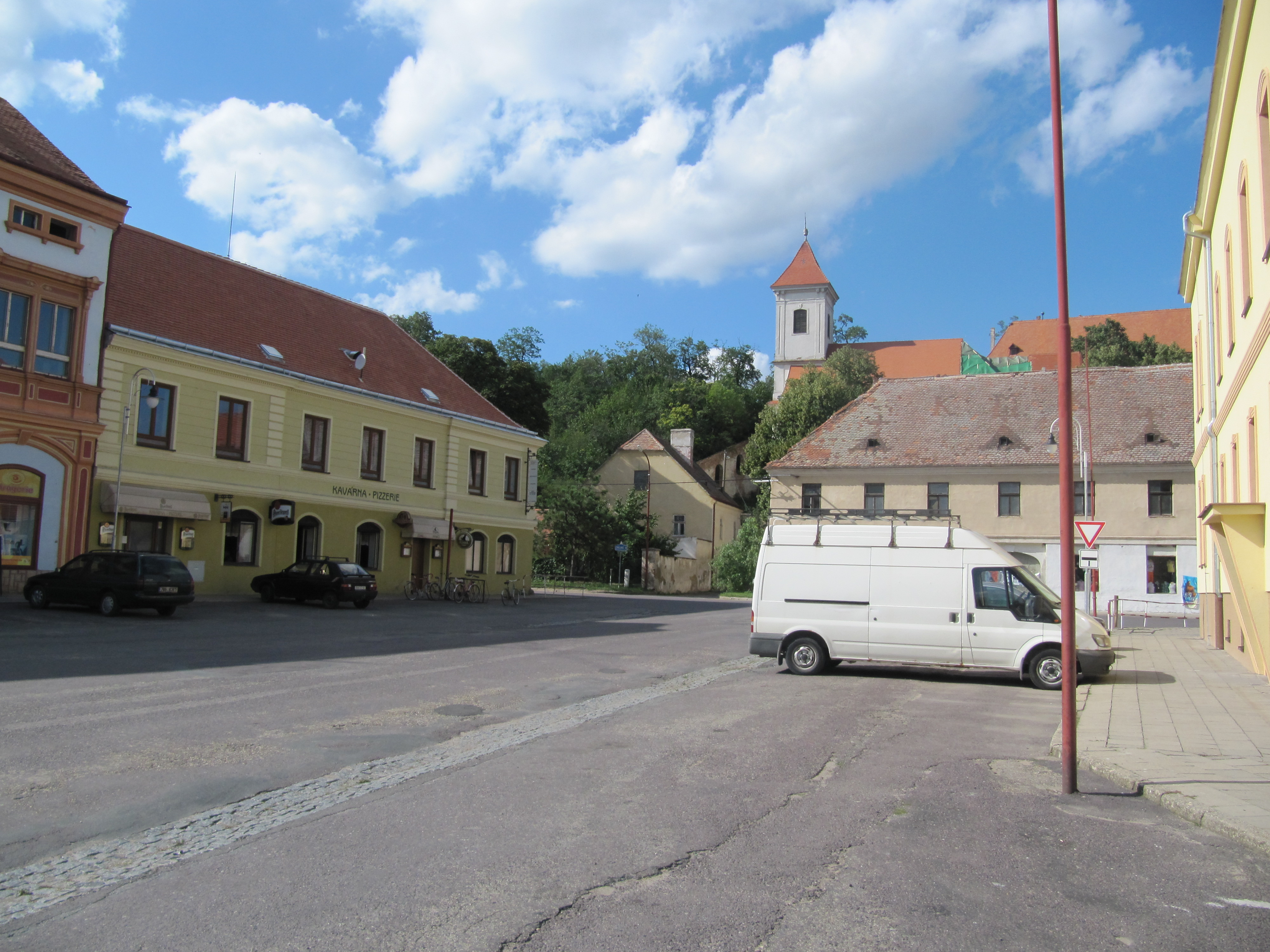
Náměstí
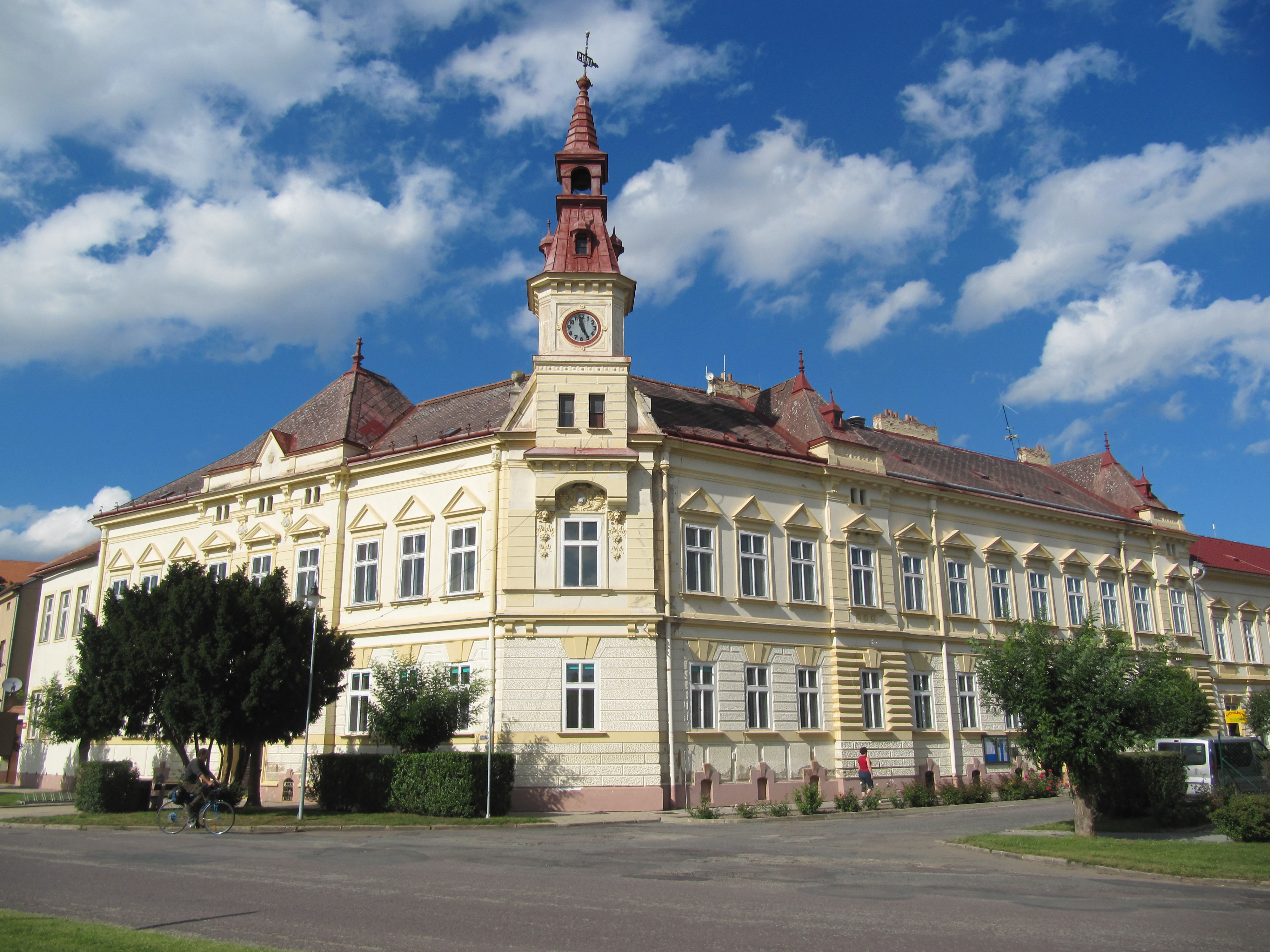
Radnice
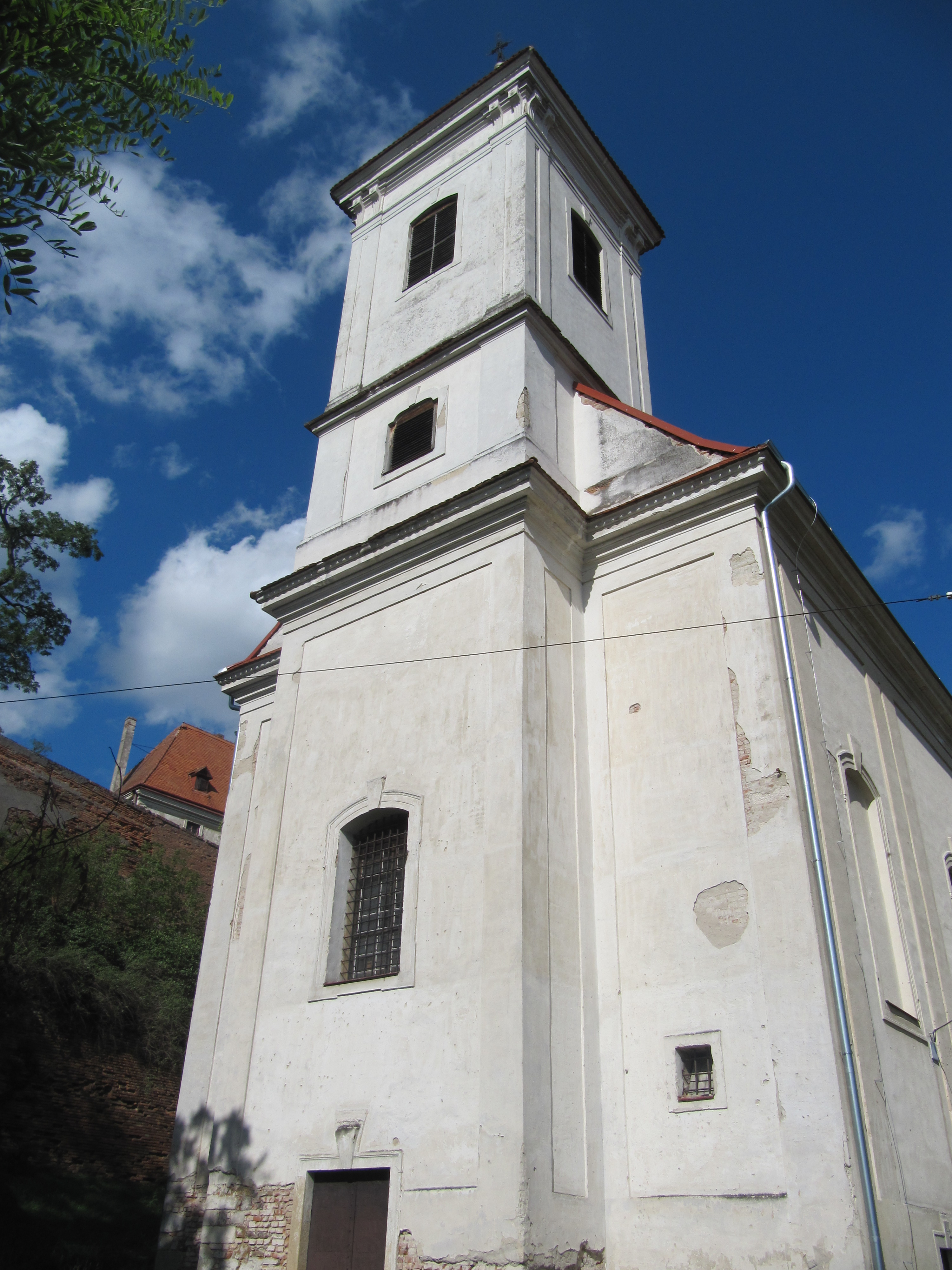
Kostel sv. Jiljí
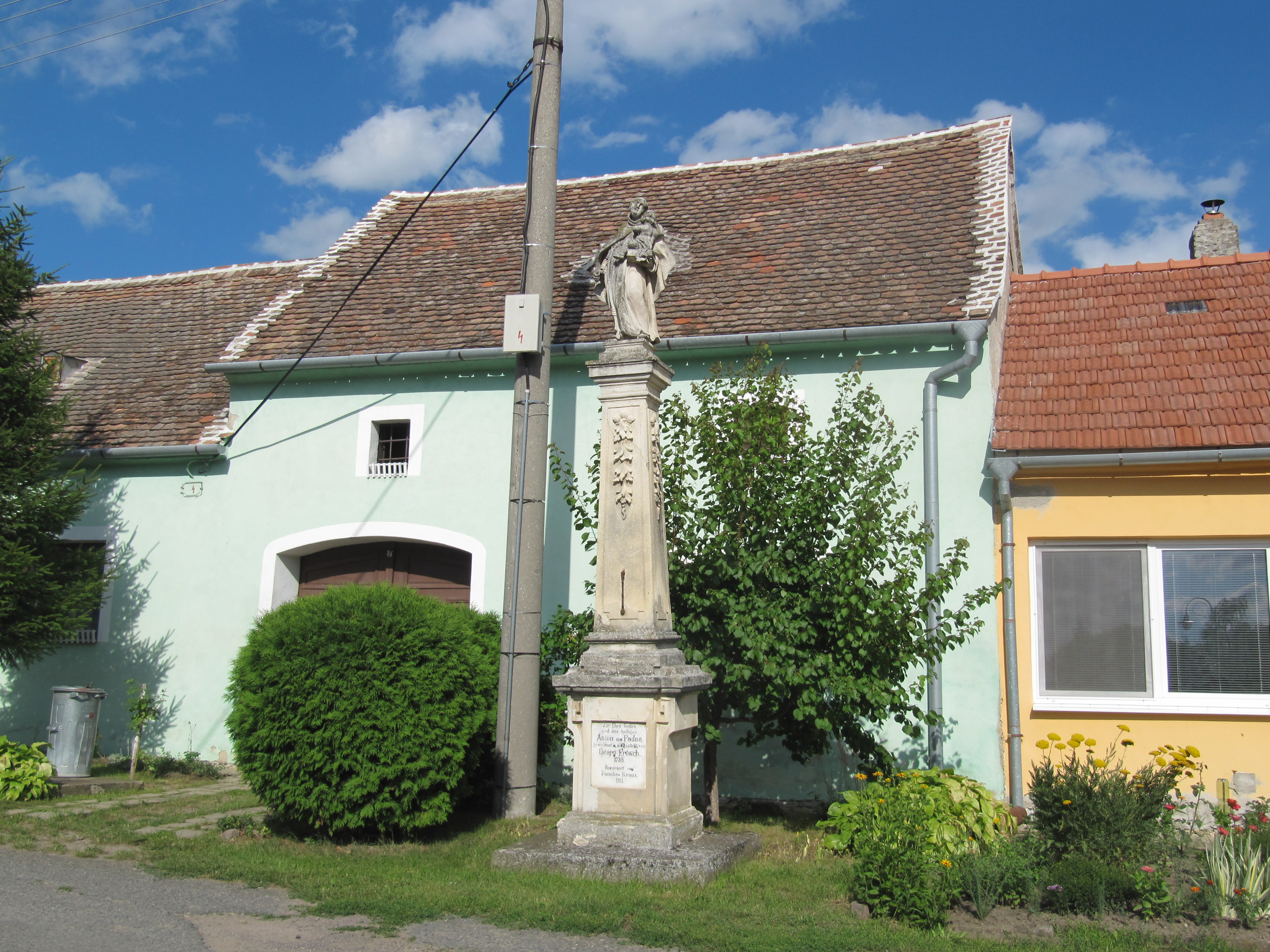
Socha svatého Jana Nepomuckého
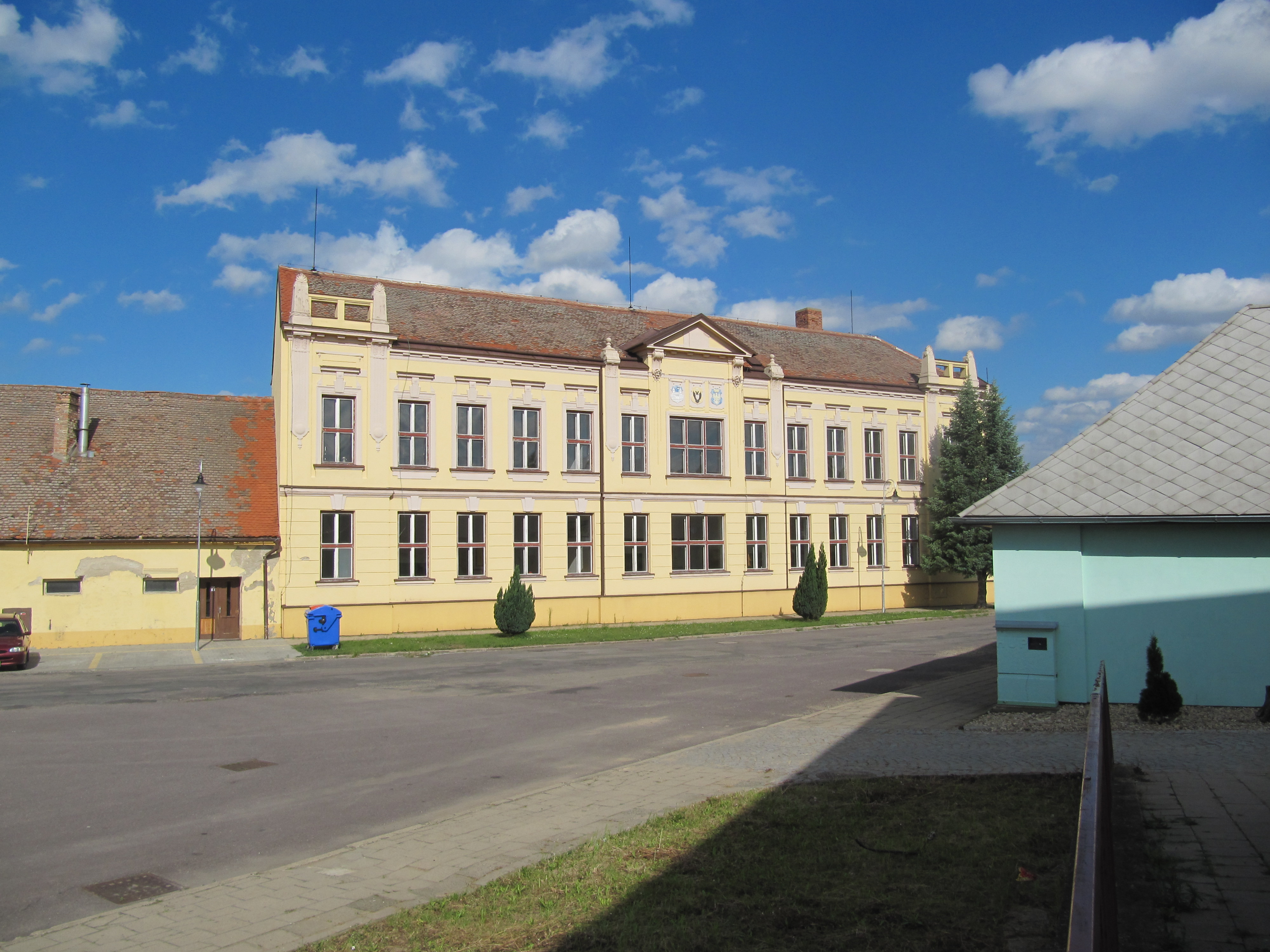
Škola
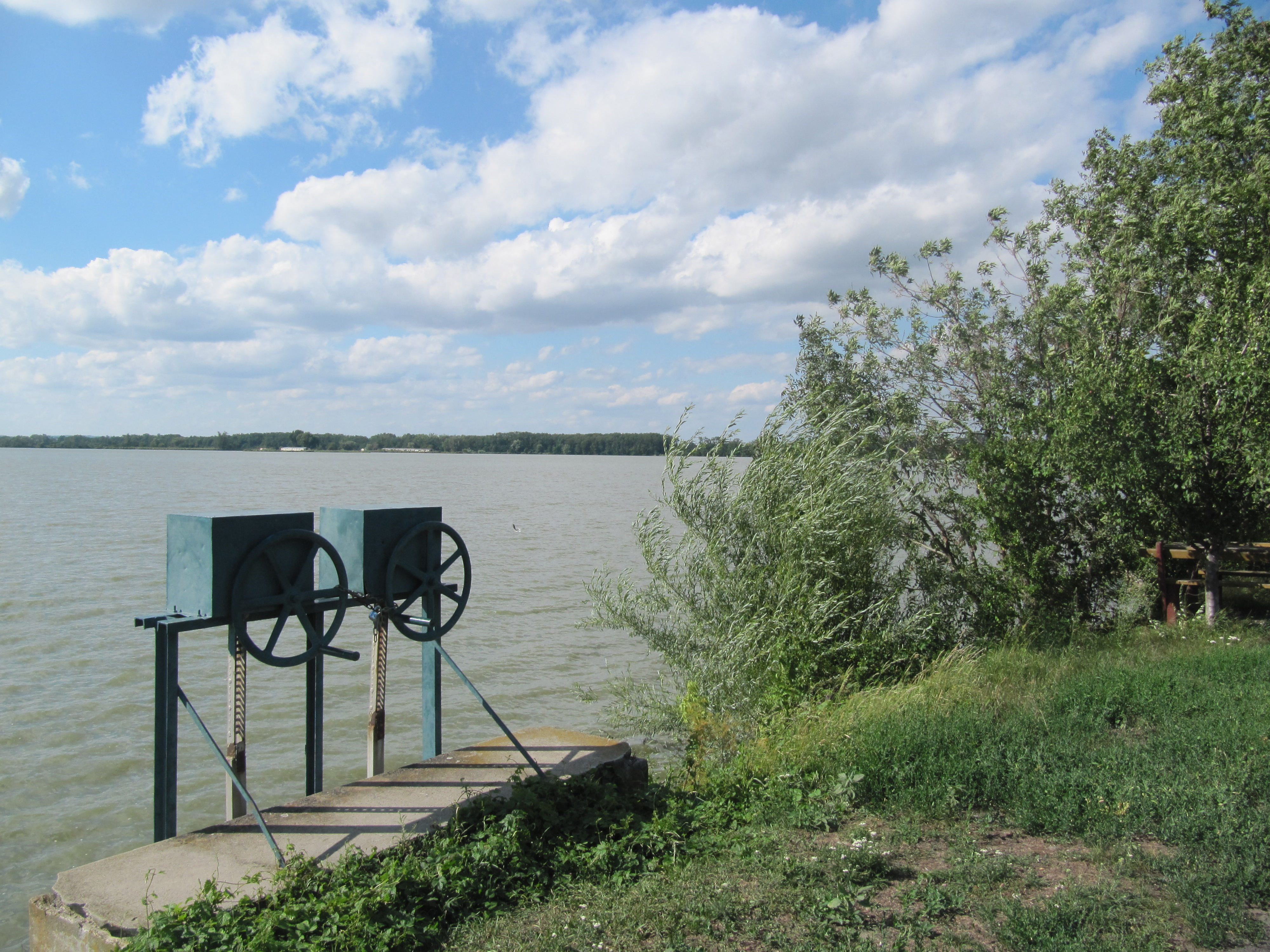
Dolní Jaroslavický rybník

## Zajímavosti
- Jaroslavický rybník o rozloze přes 245 hektarů, ptačí oblast
- Zámecký rybník, jeden z největších chovných rybníků na Moravě.[8]
- malá vodní elektrárna u rybníka pod zámkem
- solární elektrárna spuštěna v lednu 2008 o výkonu 0,65 MW[11]